# استیون آر. بارلی
استفان آر بارلی (متولد 16 فوریه 1953) نظریه پرداز سازمان آمریکایی و استاد کرسی کریستین ای فلیپه مدیریت فناوری  در کالج مهندسی دانشگاه کالیفرنیا سانتا باربارا است . پیش از این وی استاد کرسی ریچارد دبلیو ویلند در دانشکده مهندسی دانشگاه استنفورد و دانشکده تحصیلات تکمیلی استنفورد بود . تحقیقات بارلی بر نقش فناوری در تغییر سازمانی و فرهنگ سازمانی / شغلی متمرکز است.